# The Others (phim 2001)
The Others (tiếng Tây Ban Nha: Los Otros) là một bộ phim điện ảnh Mỹ thuộc thể loại kinh dị ly kỳ được phát hành vào năm 2001. Bộ phim được Alejandro Amenábar đạo diễn, viết kịch bản và đảm nhận phần âm nhạc, cùng sự góp mặt của Tom Cruise trong vai trò sản xuất. The Others xoay quanh nhân vật Grace Stewart (Nicole Kidman), một bà mẹ đơn thân sống cùng hai đứa con trong một căn nhà kỳ bí vào thời điểm hậu Chiến tranh thế giới thứ hai. Bộ phim còn có sự góp mặt của Fionnula Flanagan trong vai người quản gia của gia đình.
The Others nhận được nhiều đánh giá tích cực từ phía các nhà chuyên môn, khi được xem như là một trong các tác phẩm kinh dị xuất sắc nhất của năm 2001 và của thập niên 2000. Nó còn được nhiều người nhìn nhận là tác phẩm được lấy ý tưởng từ quyển tiểu thuyết vào năm 1898 The Turn of the Screw. Bộ phim cũng được đón nhận nồng nhiệt tại các phòng vé, khi đạt tổng doanh thu hơn 200 triệu USD trên toàn cầu.
The Others được vinh danh tại nhiều hạng mục giải thưởng quốc tế, chủ yếu là cho phần diễn xuất của Kidman và Flanagan, cùng phần kịch bản của Amenábar. Đáng kể nhất trong số đó là lần đại thắng tại mùa giải Goya lần thứ 16, khi thu về 8 giải thưởng từ 15 đề cử được nhận, bao gồm một giải cho "Phim hay nhất", giúp bộ phim trở thành tác phẩm điện ảnh hoàn toàn bằng tiếng Anh đầu tiên trong lịch sử giải thưởng điện ảnh Tây Ban Nha này thắng giải tại hạng mục trên. Nó còn nhận được 3 giải Sao Thổ, bao gồm "Phim kinh dị hay nhất", "Nữ diễn viên chính xuất sắc nhất" cho Kidman và "Nữ diễn viên phụ xuất sắc nhất" cho Flanagan. Kidman sau đó tiếp tục được vinh danh cùng đề cử cho giải Quả cầu vàng cho "Nữ diễn viên phim chính kịch xuất sắc nhất" và giải BAFTA cho "Nữ diễn viên chính xuất sắc nhất".

## Nội dung
Grace Stewart (Nicole Kidman) là một bà mẹ sùng đạo Công giáo, sống cùng hai con nhỏ trong một căn biệt thự hẻo lánh tại Anh Quốc trong khoảng thời gian hậu Chiến tranh thế giới thứ hai. Hai đứa con của cô, Anne (Alakina Mann) và Nicholas (James Bentley), đều mắc chứng bệnh mẫn cảm với ánh sáng kỳ lạ, khiến cuộc sống của chúng vô cùng khó khăn khi phải tuân theo nhiều điều luật được đặt ra để bảo vệ chúng khỏi ánh sáng; chính bản thân Grace cũng phải trải qua chứng đau nửa đầu. Một ngày nọ, ba người hầu của căn nhà này đến — một người quản gia kiêm giữ trẻ là bà Bertha Mills (Fionnula Flanagan), một người làm vườn là ông Edmund Tuttle (Eric Sykes) và một cô gái trẻ bị câm điếc tên Lydia (Elaine Cassidy) — cùng nhiều hiện tượng kỳ lạ xảy ra khiến Grace tin rằng trong nhà không chỉ có họ.
Anne vẽ những bức tranh gồm bốn người: một người đàn ông, một người đàn bà, một cậu bé tên Victor và một bà già, tất cả đều được cô bé khẳng định nhìn thấy trong nhà. Tiếng nhạc từ cây đàn dương cầm cũng vang lên trong một căn phòng được khóa trái cửa và không có ai ở đó. Grace sau đó tìm được một "quyển sách chết chóc" với nhiều tấm ảnh chân dung của những thi thể người chết được chụp từ thế kỷ 19. Những cánh cửa mà cô muốn luôn luôn đóng thì lại được mở ra. Grace cố đuổi theo một "kẻ xâm nhập" cùng một khẩu súng săn nhưng bất thành. Cô trách móc con gái mình vì cô bé tin vào các hồn ma — cho đến khi chính cô nghe được tiếng của chúng. Cuối cùng, Grace tin việc có một thứ gì đó kinh khủng đang hiện diện trong nhà mình và chạy đi trong làn sương mù để tìm sự giúp đỡ từ một mục sư địa phương. Trong lúc đó, các người hầu dự định giữ kín một bí mật nào đó, khi ông làm vườn Tuttle đào được một bia mộ dưới đống lá cây.
Grace lạc lối trong làn sương dày đặc nhưng sau đó cô gặp được chồng mình, Charles (Christopher Eccleston), một cách phi thường, khi cô nghĩ anh đã chết ngoài chiến trận và đưa anh về nhà. Charles tỏ ra lạnh nhạt trong ngày đầu tiên về nhà. Grace sau đó thấy một bà già ăn mặc giống như con gái cô, khiến cô phải hét lên "ngươi không phải con gái ta!" và tấn công bà ta. Tuy nhiên, sau đó cô nhận ra mình đã tấn công chính con gái mình. Anne từ chối lại gần mẹ mình, khi Grace thề rằng chính mắt cô đã thấy bà già kia. Bà Mills nói với Anne rằng chính bà cũng nhìn thấy nhiều người trong nhà nhưng chưa kể với mẹ cô bé vì Grace vẫn chưa sẵn sàng chấp nhận mọi thứ. Charles bất ngờ khi Anne kể cho anh nghe về những điều mà Grace làm với cô bé. Charles bảo phải trở lại quân ngũ và biến mất một cách kỳ lạ. Sau khi Charles rời đi, Anne tiếp tục nhìn thấy nhiều điều kỳ lạ, bao gồm cả gia đình của Victor và một bà già bí ẩn.
Một sáng nọ, Grace thức dậy khi nghe tiếng các con mình la hét vì tất cả rèm trong nhà đã biến mất. Khi các người hầu từ chối giúp Grace tìm kiếm, cô nhận ra rằng họ có liên quan đến chuyện này. Sau khi cho các con mình tránh khỏi ánh sáng, cô đuổi các người hầu ra khỏi nhà. Tối hôm đó, Anne và Nicholas trốn ra ngoài, vô tình tìm thấy những bia mộ được che giấu và biết được chúng là của các người hầu. Cùng lúc đó, Grace vô cùng hoảng hốt khi tìm được một tấm ảnh của "quyển sách chết chóc" mà cô tin là của một trong các người hầu. Ba người hầu xuất hiện và đuổi theo bọn trẻ về nhà, nơi Grace ngăn chặn họ bằng khẩu súng săn.
Các người hầu tiết lộ việc họ đã chết vì bệnh lao hơn 50 năm trước cho Grace nghe. Bọn trẻ chạy lên lầu và trốn trong phòng ngủ nhưng bị một bà già tìm thấy, khi bà ta đang cùng bố mẹ của Victor thực hiện nghi thức gọi hồn. Sau đó, phim tiết lộ sự thật ba mẹ con Grace chính là ma, năm xưa Grace vì nhớ chồng mà đã phát điên, dùng gối đè chết hai đứa con mình và tự tử bằng súng. Grace nổi giận và tấn công những người khách kia, nhưng cô nhận ra mình chỉ là ma. Grace sau đó ngồi xuống bên các con mình và nhớ lại những gì đã xảy ra trước khi các người hầu của họ trở lại.
Grace và các con cô cũng biết được Charles đã chết ngoài chiến trận và họ cùng bà Mills sống với nhau. Từ khi bọn trẻ không còn cơ thể sống như trước, chúng không còn nhạy cảm với ánh sáng nữa. Những người khách không thể đuổi hồn ma Grace và các con cô đi nên họ phải dọn đi chỗ khác, hồn ma Grace nhìn theo họ từ cửa sổ trên lầu. Tấm biển bán nhà cũng được treo trước cổng.

## Diễn viên
- Nicole Kidman trong vai Grace Stewart.
- Alakina Mann trong vai Anne Stewart, con gái của Grace.
- James Bentley trong vai Nicholas Stewart, con trai của Grace.
- Fionnula Flanagan trong vai Bertha Mills, quản gia và người trông trẻ mới.
- Eric Sykes trong vai Edmund Tuttle, người làm vườn mới.
- Elaine Cassidy trong vai Lydia, cô hầu trẻ bị câm điếc.
- Christopher Eccleston trong vai Charles Stewart, chồng của Grace.
- Alexander Vince trong vai Victor Marlish.
- Keith Allen trong vai Ông Marlish.
- Michelle Fairley trong vai Bà Marlish.
- Renée Asherson trong vai Bà già.

## Doanh thu phòng vé
Bộ phim được phát hành vào ngày 10 tháng 8 năm 2001 tại 1,678 rạp chiếu tại Hoa Kỳ và Canada và đạt được 14 triệu USD doanh thu trong cuối tuần phát hành, đứng thứ 4 tại các phòng vé. Nó tiếp tục giữ vững vị trí này trong 3 tuần kế tiếp, cùng việc được công chiếu rộng rãi hơn. Trong cuối tuần ngày 21-23 tháng 9, nó vuơn lên tới hạng 2 tại các phòng vé khi tăng thêm 5 triệu USD nữa tại 2,801 rạp chiếu.
Bộ phim, với kinh phí 17 triệu USD, cuối cùng đạt doanh thu 96.5 triệu USD tại Hoa Kỳ và Canada, cùng 113.4 triệu USD tại các quốc gia khác, đưa tổng doanh thu trên toàn cầu đạt 209,947,037 USD.

## Địa điểm ghi hình

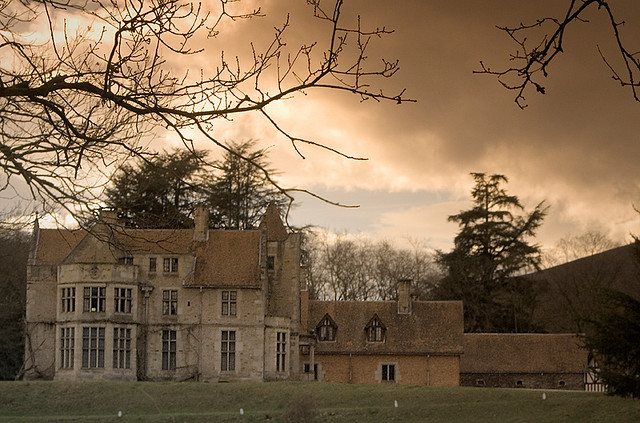
Bối cảnh tại Las Fraguas (Cantabria) mà đoàn làm phim đã ghi hình.

Đoàn làm phim đến thăm Penshurst Place tại Kent để ghi hình Lime Walk tại các khu vườn. The Lime Walk được sử dụng trong cảnh Grace đi tìm vị mục sư trong làn sương và gặp lại chồng mình.

## Đánh giá chuyên môn
Trên trang mạng đánh giá Rotten Tomatoes có 83% đánh giá tích cực cho The Others, dựa trên 148 bài nhận xét. Trên Metacritic, bộ phim nhận được lượng điểm 74/100, dựa trên 29 bài đánh giá. Roger Ebert cho bộ phim này 2 sao rưỡi trên 4 sao, khi đề cao việc "...Alejandro Amenábar đủ kiên nhẫn để sáng tạo một không gian u ám và mộng mị, cùng việc Nicole Kidman thành công trong việc thuyết phục chúng ta khi cô đang là một người bình thường trước nhiều tình huống kinh khủng mà cô gặp phải".

### Giải thưởng và đề cử
| Giải thưởng                                 | Hạng mục                                   | Đối tượng đề cử                                                   | Kết quả   |
| ------------------------------------------- | ------------------------------------------ | ----------------------------------------------------------------- | --------- |
| Giải BAFTA lần thứ 55                       | Kịch bản gốc xuất sắc nhất                 | Alejandro Amenábar                                                | Đề cử     |
| Giải BAFTA lần thứ 55                       | Nữ diễn viên chính xuất sắc nhất           | Nicole Kidman                                                     | Đề cử     |
| Giải Quả cầu vàng lần thứ 59                | Nữ diễn viên phim chính kịch xuất sắc nhất | Nicole Kidman                                                     | Đề cử     |
| Fangoria Chainsaw Awards 2002               | Nữ diễn viên chính xuất sắc nhất           | Nicole Kidman                                                     | Đoạt giải |
| Kansas City Film Critics Circle Awards 2001 | Nữ diễn viên chính xuất sắc nhất           | Nicole Kidman                                                     | Đoạt giải |
| Hollywood Film Festival 2001                | Nữ diễn viên của năm                       | Nicole Kidman                                                     | Đoạt giải |
| London Critics Circle Film Awards 2002      | Nữ diễn viên của năm                       | Nicole Kidman                                                     | Đoạt giải |
| Russian Guild of Film Critics 2001          | Nữ diễn viên quốc tế xuất sắc nhất         | Nicole Kidman                                                     | Đề cử     |
| Giải Sao Thổ lần thứ 28                     | Nữ diễn viên chính xuất sắc nhất           | Nicole Kidman                                                     | Đoạt giải |
| Giải Sao Thổ lần thứ 28                     | Phim kinh dị hay nhất                      | The Others                                                        | Đoạt giải |
| Giải Sao Thổ lần thứ 28                     | Nữ diễn viên phụ xuất sắc nhất             | Fionnula Flanagan                                                 | Đoạt giải |
| Giải Sao Thổ lần thứ 28                     | Diễn viên trẻ xuất sắc nhất                | Alakina Mann                                                      | Đoạt giải |
| Giải Sao Thổ lần thứ 28                     | Đạo diễn xuất sắc nhất                     | Alejandro Amenábar                                                | Đề cử     |
| Giải Sao Thổ lần thứ 28                     | Kịch bản hay nhất                          | Alejandro Amenábar                                                | Đề cử     |
| ALMA Awards 2002                            | Đạo diễn nổi bật                           | Alejandro Amenábar                                                | Đề cử     |
| ALMA Awards 2002                            | Kịch bản nổi bật                           | Alejandro Amenábar                                                | Đề cử     |
| ASCAP Award 2002                            | Phim xuất sắc nhất                         | Alejandro Amenábar                                                | Đoạt giải |
| Liên hoan phim Venice 2001                  | Giải Sư tử vàng                            | Alejandro Amenábar                                                | Đề cử     |
| Giải Goya lần thứ 16                        | Đạo diễn xuất sắc nhất                     | Alejandro Amenábar                                                | Đoạt giải |
| Giải Goya lần thứ 16                        | Kịch bản gốc xuất sắc nhất                 | Alejandro Amenábar                                                | Đoạt giải |
| Giải Goya lần thứ 16                        | Nhạc phim xuất sắc nhất                    | Alejandro Amenábar                                                | Đề cử     |
| Giải Goya lần thứ 16                        | Phim xuất sắc nhất                         | The Others                                                        | Đoạt giải |
| Giải Goya lần thứ 16                        | Chỉ đạo nghệ thuật xuất sắc nhất           | Emiliano Otegui & Miguel Ángel González                           | Đoạt giải |
| Giải Goya lần thứ 16                        | Quay phim xuất sắc nhất                    | Javier Aguirresarobe                                              | Đoạt giải |
| Giải Goya lần thứ 16                        | Biên tập xuất sắc nhất                     | Nacho Ruiz Capillas                                               | Đoạt giải |
| Giải Goya lần thứ 16                        | Thiết kế sản xuất xuất sắc nhất            | Benjamín Fernández                                                | Đoạt giải |
| Giải Goya lần thứ 16                        | Hòa âm xuất sắc nhất                       | Ricardo Steinberg, Tim Cavagin, Alfonso Raposo & Daniel Goldstein | Đoạt giải |
| Giải Goya lần thứ 16                        | Nữ diễn viên chính xuất sắc nhất           | Nicole Kidman                                                     | Đề cử     |
| Giải Goya lần thứ 16                        | Nữ diễn viên triển vọng nhất               | Alakina Mann                                                      | Đề cử     |
| Giải Goya lần thứ 16                        | Nam diễn viên triển vọng nhất              | James Bentley                                                     | Đề cử     |
| Giải Goya lần thứ 16                        | Thiết kế phục trang đẹp nhất               | Sonia Grande                                                      | Đề cử     |
| Giải Goya lần thứ 16                        | Trang điểm và làm tóc đẹp nhất             | Ana López Puigcerver, Belén López Puigcerver & Teresa Rabal       | Đề cử     |
| Giải Goya lần thứ 16                        | Hiệu ứng xuất sắc nhất                     | Derek Langley, Pedro Moreno Félix Bergés & Rafa Solorzano         | Đề cử     |

## Trong văn hóa đại chúng
- Scary Movie 3 nhại lại bộ phim này, trong phân cảnh "I am your daughter" nổi tiếng.
- Hum Kaun Hai? - bộ phim làm lại từ The Others của Ấn Độ.
- Spanish Movie, bộ phim hài dựa trên các phim chính kịch/kinh dị của Tây Ban Nha, có nhại lại The Others.
- Ban nhạc người Úc Elora Danan viết một bài hát về bộ phim này mang tên "Thank God for Their Growth in Faith and Love" (một dòng chữ được nhìn thấy trên chiếc bảng đen của hai đứa trẻ trong phim) nằm trong EP đầu tay We All Have Secrets.
- Nghệ sĩ nhạc điện tử Venetian Snares sử dụng một đoạn nhạc mẫu từ bài hát trong phim cho bài "Children's Limbo", nằm trong album Find Candace.